# インターネットバックボーン

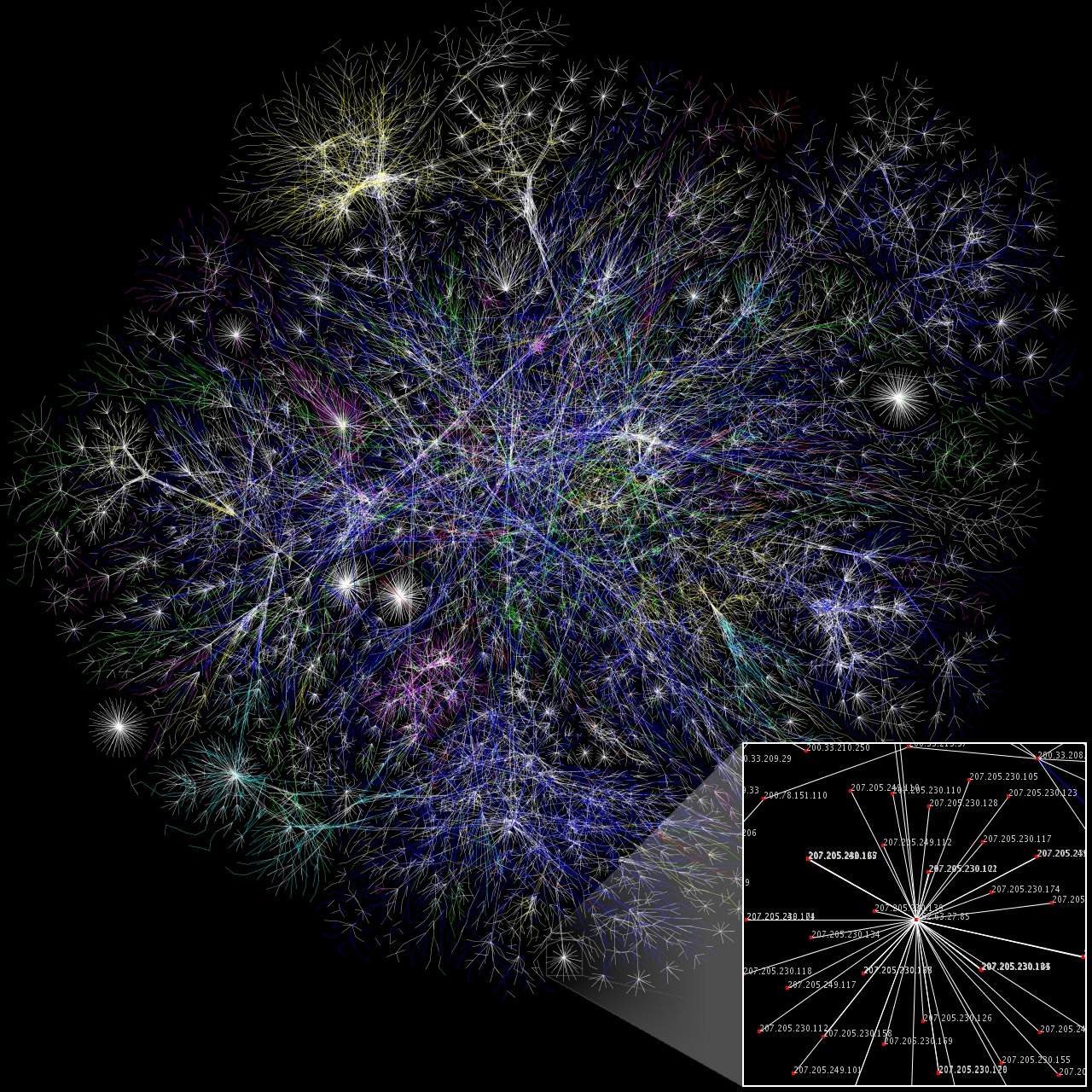
インターネットバックボーンの一部を表した図。ノード間を結ぶ線の長さは遅延の大きさを示し、線の色は の割り当てを大雑把に色分けしたもの（".jp"は黄色に含まれる）

インターネットバックボーン（英: Internet backbone）とは、インターネットの主要幹線を指す。商用、政府、学術、その他の大容量データ経路の相互接続された集合体であり、国家間、大陸間など世界中にデータを運ぶコアルーターの集合体である。
インターネットの適応能力（障害許容力）は、個々のネットワーク要素に記憶するネットワークステータスをなるべく少なくし、むしろデータ完全性、信頼性、認証を保証するための処理のほとんどをエンドポイント（端点）に任せるという中核アーキテクチャによるものである。さらに、今日の高度なネットワーク冗長化と洗練されたリアルタイムのルーティングプロトコルにより、渋滞を回避し負荷分散を図るための代替経路を提供できる。

## 概要
インターネットバックボーンは様々なネットワークから構成される。通常この用語は、ISPをクライアントとし、それらを相互接続する大規模ネットワークを指して使われる。例えば、ローカルなISPはバックボーンのネットワークを形成している別の企業からバンド幅を購入し、それを使って個人の住宅や企業にサービスを提供する。インターネットバックボーンの個々の部分は企業や教育機関や政府（軍など）が所有していることが多い。